# Adachi
Adachi (足立区, Adachi-ku) é uma região especial da Metrópole de Tóquio, no Japão. Está localizado ao norte do coração de Tóquio. A região é formado de duas áreas separadas: uma pequena faixa de terra entre o Rio Sumida e o Rio Arakawa e uma maior região ao norte do Rio Arakawa. A região está rodeado pelas cidades de Kawaguchi, Soka e Yashio da prefeitura de Saitama e pelas regiões de Katsushika, Sumida, Arakawa e Kita de Tóquio.

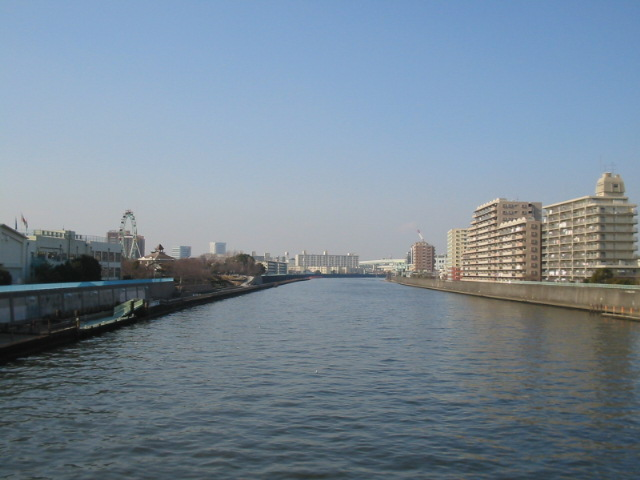
O Rio Sumida age como a fronteira do sul de Adachi (direita da imagem) e a fronteira do norte de Arakawa (esquerda)

Em 2015, a região possuía uma população estimada de 671.108 habitantes e uma densidade populacional de 12.603 pessoas por km². Sua área total é de 53,25 km².
O Escritório de Transporte Terrestre de Adachi está localizado nesta região, sendo que os automóveis registrados nele carregam as placas de identificação de veículos de Adachi.

## História
Sob o sistema Ritsuryo, a área hoje delimitada como Adaichi costumava ser a extremidade do sul do Distrito de Adachi, na Província de Musashi. Em 826, durante o período Heian, o templo Nishiarai Daishi foi fundado. Durante o período Muromachi e no início do período Sengoku, o clã Chiba possuía o controle da região. A Grande Ponte Senju foi construída em 1594. Durante o período Edo, partes da região estavam sob o controle direto do Xogunato Tokugawa, e partes estavam sob a administração de Kan'ei-ji, um templo localizado na região que hoje é conhecida como Ueno, em Tóquio. Adachi também costumava ser a casa da Senju-shuku, um centro de correios para as estradas de Nikkō Kaidō e Mito Kaidō. O Xogunato administrava os campos de execução de Kozukappara em Senju.
Em 1932, Adachi, na época conhecido como o Distrito Minamiadachi, tornou-se um das regiões da Cidade de Tóquio. Adachi foi fundada em 15 de março de 1947.

## Distritos e bairros
| Ayase - Adachi - Aoi - Ayase - Hiromichi - Nishi Ayase Fuchie - Higashi Hokima - Higashi Rokugatsu-cho - Hodzuka-cho - Hokima - Nishi Hokima - Rokucho - Rokugatsu - Takenotsuka Hanahata - Hanahata - Kahei - Kitakaheicho - Minami Hanabatake - Mutsuki - Nishi Kahei - Shinmei - Shinmei Minami - Tatsunuma - Yanaka Higashi Fuchie - Higashi Ayase - Nakagawa - Oyata - Sano - Towa Iko - Higashi Iko - Iko - Ikohon-cho - Nishi Iko - Nishi Ikocho - Nishi Takenotsuka Kohoku - Horinouchi - Kaga - Kohoku - Miyagi - Nitta - Odai - Saranuma - Shikahama - Tsubaki - Yazaike | Nishi - Motoki - Motoki Higashi-machi - Motoki Kita-machi - Motoki Minami-machi - Motoki Nishi-machi - Nishi Arai - Nishi Arai Honcho - Ogi - Okino - Sekihara Senju - Hinodemachi - Senju - Senju Motomachi - Senju Akebono-cho - Senju Asahi-cho - Senju Azuma - Senju Hashido-cho - Senju Kawahara-cho - Senju Kotobuki-cho - Senju Midori-cho - Senju Miyamoto-cho - Senju Naka-cho - Senju Nakai-cho - Senju Ōkawa-cho - Senju Sakuragi - Senju Sekiya-cho - Senju Tatsuta-cho - Senju Yanagi-cho - Yanagihara Toneri - Iriya - Iriya-cho - Kojiya - Kojiya Honcho - Toneri - Toneri Koen - Tonerimachi Umejima - Chuo Honmachi - Hirano - Hitotsuya - Kurihara - Nishi Arai Sakae-cho - Rio Shimane - Umeda - Umejima |

## Atrações turísticas

### Nishiarai Daishi
O Nishiarai Daishi, localizado em Niasharai, é um templo do ramo Buzan do budismo Shingon. Seu nome oficial é Gochisan Henjōin SōNishiarai (Templo Sōji-ji). O templo é visitado por um grande número de pessoas durante o ano-novo japonês.

### Parques
- Parque Toneri

O Parque Toneri é um parque metropolitano localizado na região de Toneri. Ele é dividido em zonas leste e oeste pela Rua Ogubashi. O lado oeste possui instalações para a prática de esportes tais como um estádio atlético, quadras de tênis e campos de basebol. O lado leste possui uma grande lagoa, um parque aquático e um santuário de pássaros. Uma parte de sua região leste está em construções. O parque pode ser acessado ao chegar na Estação Toneri-kōen utilizando um ônibus ou o Nippori-Toneri Liner.
- Parque Higashi Ayase

O Parque Higashi Ayase é um parque metropolitano localizado nos limites entre Ayase e Higashi Ayase. Dentro dele está o Tokyo Budokan. No parque, existe um jardim japonês com uma vasta variedade de plantas. O parque também possui centros esportivos tais como campos de basebol e gateball.
- Parque Agrícola Urbano

O Parque Agrícola Urbano (Toshi Nōgyō Kōen), localizado em Shikahama, é administrado pela região de Adachi, oficialmente fazendo parte do Parque Kōhoku. Ele está localizado perto do ponto de encontro entre os rios Shiba e Arakawa, e sua região sul está de frente para um espaço verde na região do rio Arakawa. Nele existem campos, pomares, estufas, e outras instalações que buscam expor técnicas de cultivo que foram adotadas nos subúrbios de Tóquio, além de outras instalações direcionadas para famílias como gramados e brinquedos.

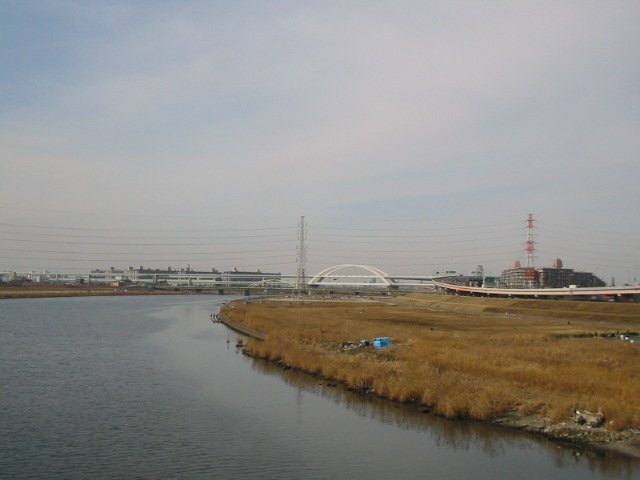
O Rio Arakawa

Existe uma casa de repouso perto da entrada do parque ao lado da margem do rio Arakawa. A casa de repouso está localizada no ponto onde as estradas de ciclismo de Arakawa e Shibakawa se encontram. Não é cobrada uma taxa de admissão. O parque está aberto das 9 horas da manhã às 5 horas da tarde (fechando às 6 horas da tarde nos meses de maio a agosto), passando alguns dias como os feriados de fim de ano e de ano-novo fechado. 
Apesar de ele estar longe de estações de trem, existe um ônibus que vai da Estação Nishiarai ao parque. Leva cerca de cinco minutos para caminhar do sul do ponto de ônibus Shikahama 5 às linhas das estações Kawaguchi (Shikahama-Ryōke) e Akabane (que atravessa a Ponte Arakawa para chegar na Estação Nishiarai). Existem estacionamentos para carros e ônibus de turismo sob a Shuto Expressway Kawaguchi Route, estando as saídas de Shikahamabashi e Higashi Ryōke não muito longes. Os estacionamentos estão localizados perto da Estrada Kan-nana.
- Parque das Coisas Vivas de Adachi

O Parque Das Coisas Vivas de Adachi está localizado no Parque Motofuchie em Hokima, sendo administrado pela região de Adachi. O parque possui uma estufa e um jardim, além de outras instalações com mamíferos, répteis, pássaros e insetos. O custo de admissão é 300 ienes para adultos e 150 ienes para crianças, estando o parque aberto das 9:30 da manhã às 5 horas da tarde de terça a domingo (exceto em temporadas especiais).

### Instalações culturais
- Tokyo Budokan

O Tokyo Budokan, localizado dentro do Parque Metropolitano Higashi Ayase, é um centro esportivo administrado pela Corporação de Benefícios dos Esportes de Tóquio. O Tokyo Budokan possui um prédio de vanguarda projetado pelo famoso arquiteto Kijō Rokkaku. Ele possui áreas para a prática de artes marciais e Kyudo, e salas de treino. A palavra budokan significa "estádio de artes marciais", estando presente no nome do famoso Nippon Budokan. O endereço do Tokyo Budokan é 3-20-1 Ayase, Adachi, Tokyo.
- Galaxy+City

Galaxy+City (Gyarakushitii) é um termo genérico utilizado para designar uma série de instalações culturais em Kurihara. Elas costumavam ser dirigidas pela Corporação de Promoção da Educação ao Longo da Vida, porém a administração foi assumida pelo Centro Juvenil do Conselho de Educação de Adachi em 1 de abril de 2005. Galaxy+City é constituída de duas instalações principais: o Salão de Cultura de Nishiarai (teatro) e o Museu de Ciência Infantil de Adachi. Além destas, existem salões de eventos, cafés, etc.
- Teatro 1010

O Teatro 1010 possui este nome porque o nome 1010 (Senjū) e o nome da localização do teatro (Senju) são homônimos na língua japonesa.
- Museu Histórico de Adachi

O Museu Histórico de Adachi, localizado dentro do Parque Higashifuchie em Ōyata, é administrado pela região de Adachi.

## Educação
As escolas primárias e secundárias públicas da cidade são operadas pelo Conselho de Educação da Cidade de Adachi. Enquanto as escolas públicas de ensino médio são administradas pelo Conselho de Educação do Governo da Metrópole de Tóquio.
- Aoi High School[4]
- Adachi High School[5]
- Adachi East High School[6]
- Adachi West High School[7]
- Adachi Shinden High School[8]
- Adachi Technical High School[9]
- Arakawa Commercial High School[10]
- Fuchie High School[11]
- Kohoku High School[12]

Escolas internacionais:
- Tokyo Korean 4th Elementary and Middle School - escola norte-coreana[13]

A Tokyo Future University está localizada nesta região.

## Cidades irmãs
Adachi possui relacionamentos de cidade irmã com Belmont (Austrália). Dentro do Japão, Adachi possui laços similares com a cidade de Uonuma (anteriormente conhecida como a cidade de Koide) em Niigata, Yamanouchi em Nagano, e a cidade de Kanauma em Tochigi.

## Transporte

### Ferrovias
A principal estação ferroviária da região é a Estação Kita Senju

#### JR Leste
- Linha Joban - Kita-Senju - Ayase

#### Ferrovia de Tobu
- Linha Skytree - Horikiri - Ushida - Kita-Senju - Kosuge - Gotanno - Umejima - Nishiarai - Takenotsuka
- Linha Daishi Nishiarai - Daishimae

#### Keisei Electric Railway
- Linha Principal Keisei - Senju-Ohashi - Keisei Sekiya

#### Metrô de Tóquio
- Linha Hibiya - Kita-Senju
- Linha Chiyoda - Kita-Senju - Ayase - Kita-Ayase

#### Companhia Ferroviária Intermunicipal Metropolitana
- Tsukuba Express - Kita-Senju - Aoi - Rokucho

#### Departamento Metropolitano de Transportes de Tóquio
- Nippori -Toneri Liner - Adachi-Odai - Ogi-ohashi - Koya - Kōhoku - Nishiaraidaishi-nishi - Yazaike - Toneri-koen - Toneri - Minumadai-shinsuikoen

### Rodovias

#### Via Expressa Shuto
- Rota Nº 6 Misato (Kosuge JCT - Misato JCT)
- C2 Central Loop (Itabashi JCT - Kasai JCT)
- Rota S1 Kawaguchi (Kōhoku JCT - Kawaguchi JCT)

## Galeria de imagens

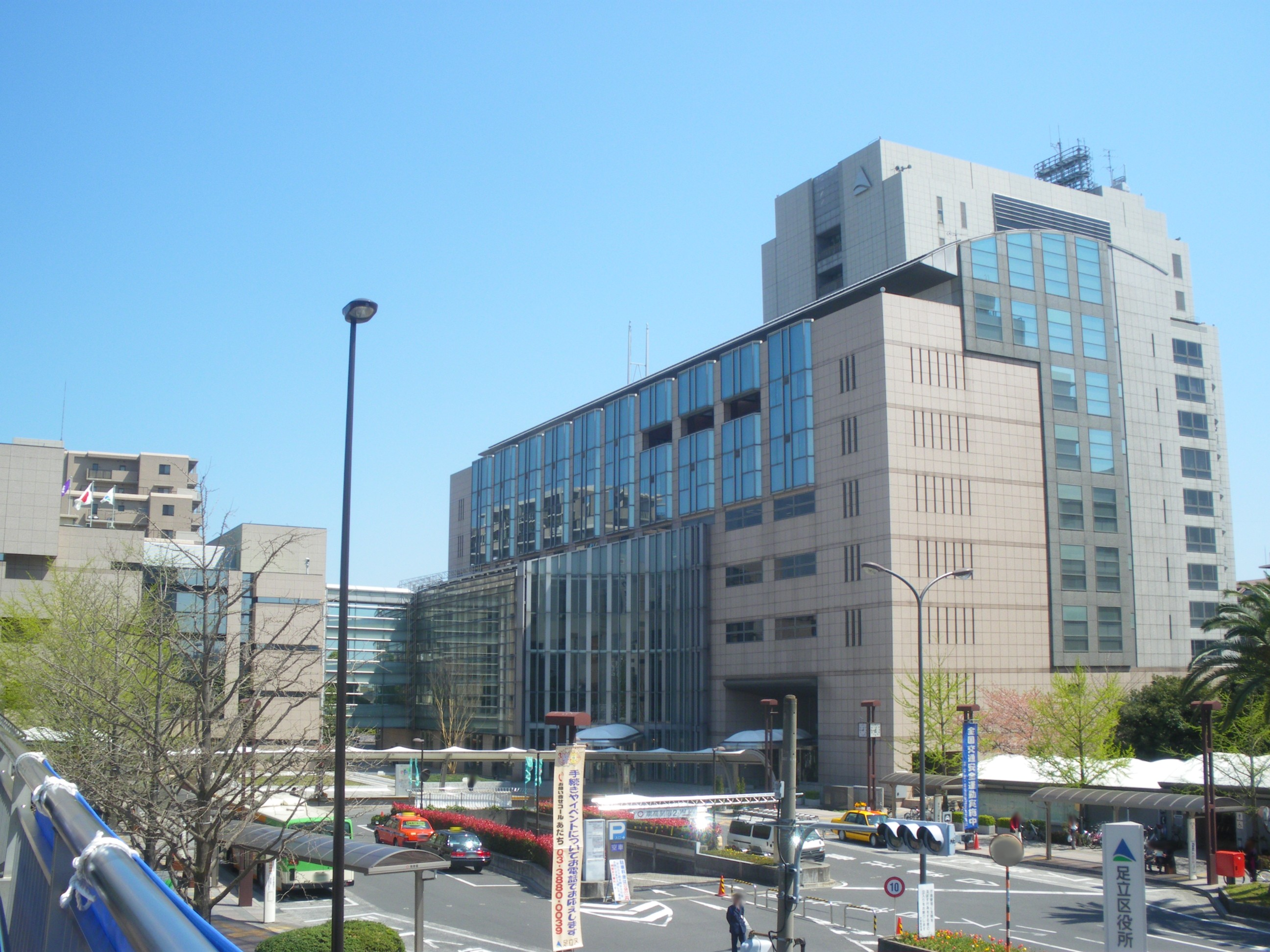
Prefeitura de Adachi
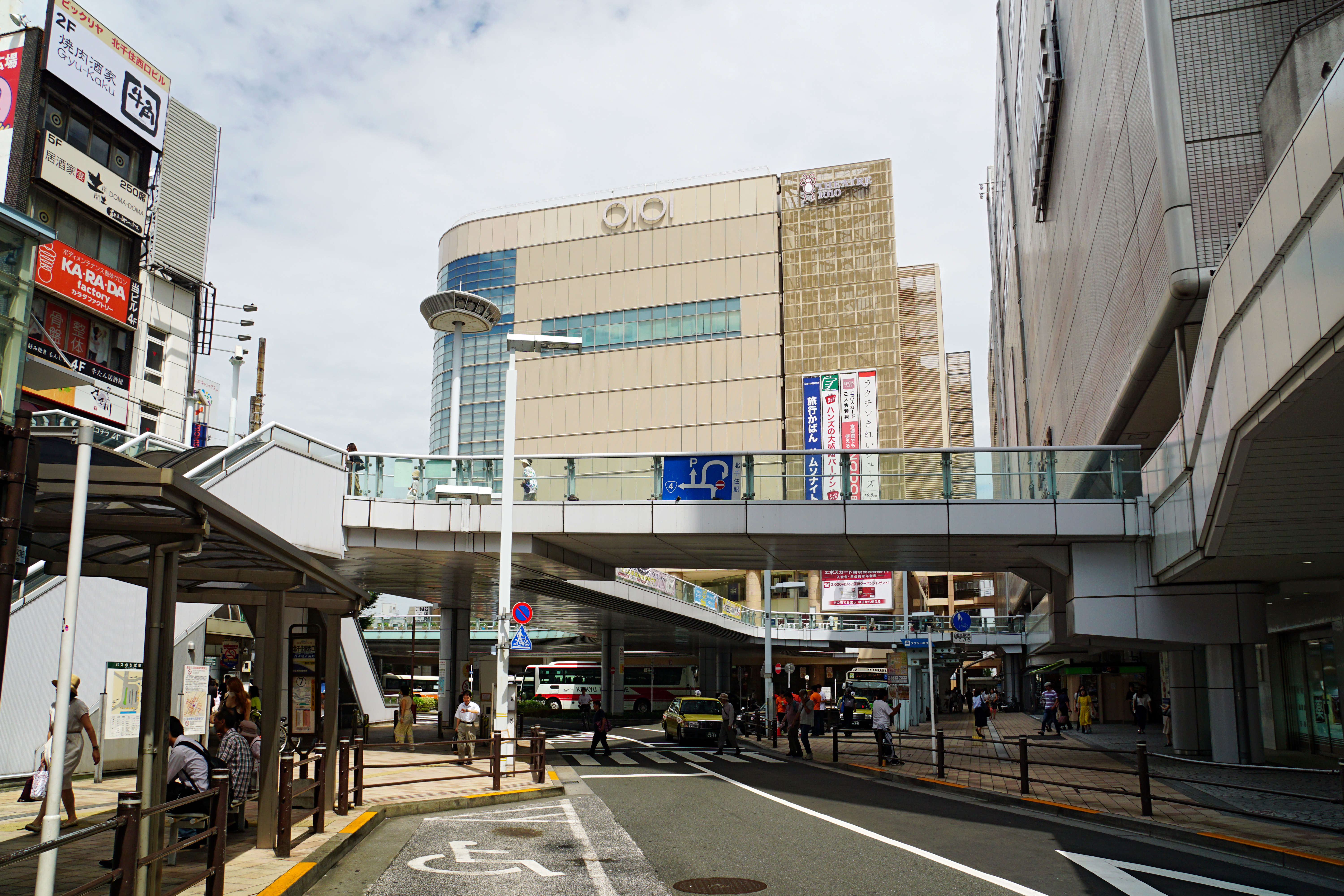
Estação Ferroviária Kita Senju
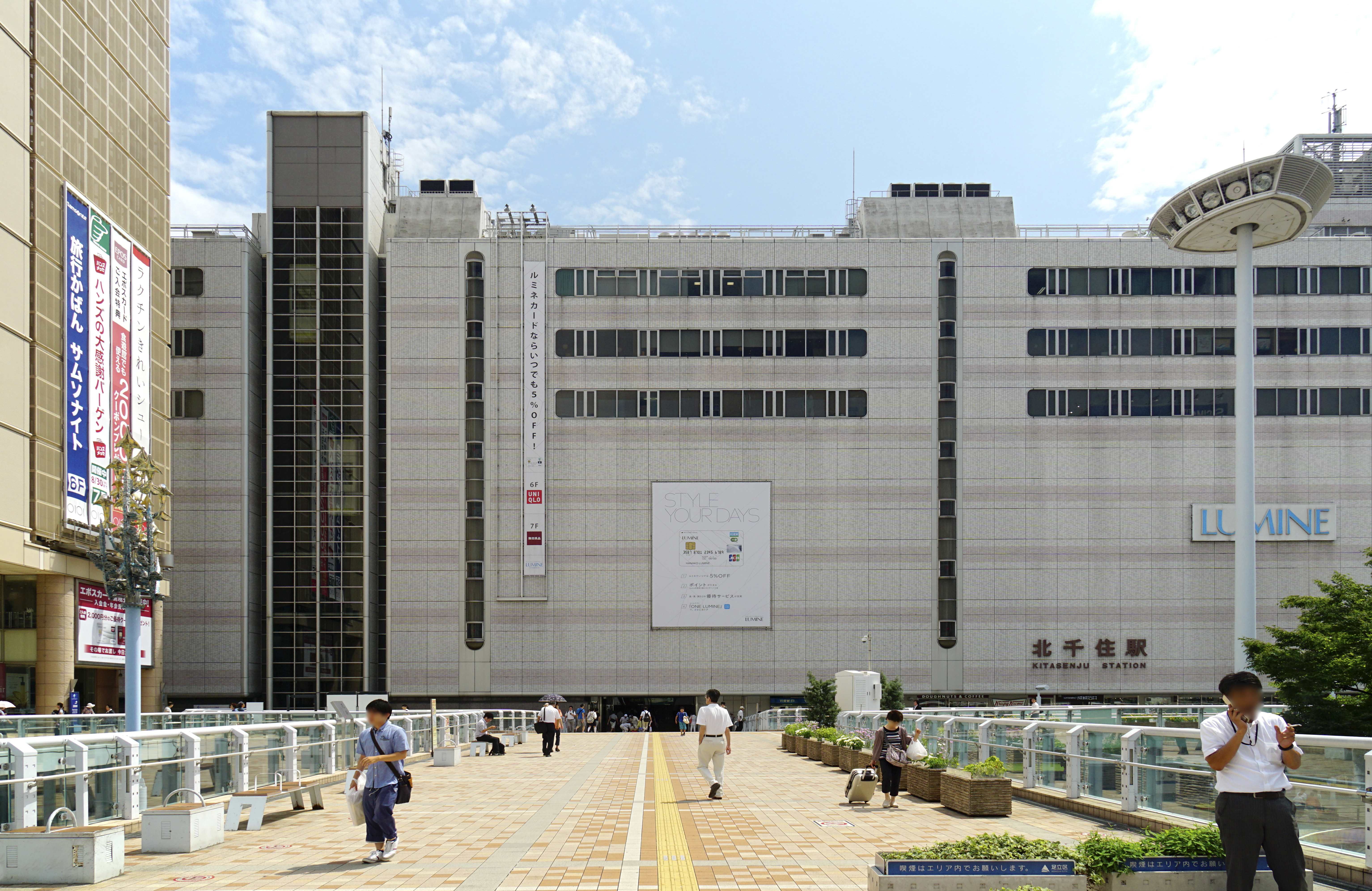
Estação Ferroviária Kita Senju
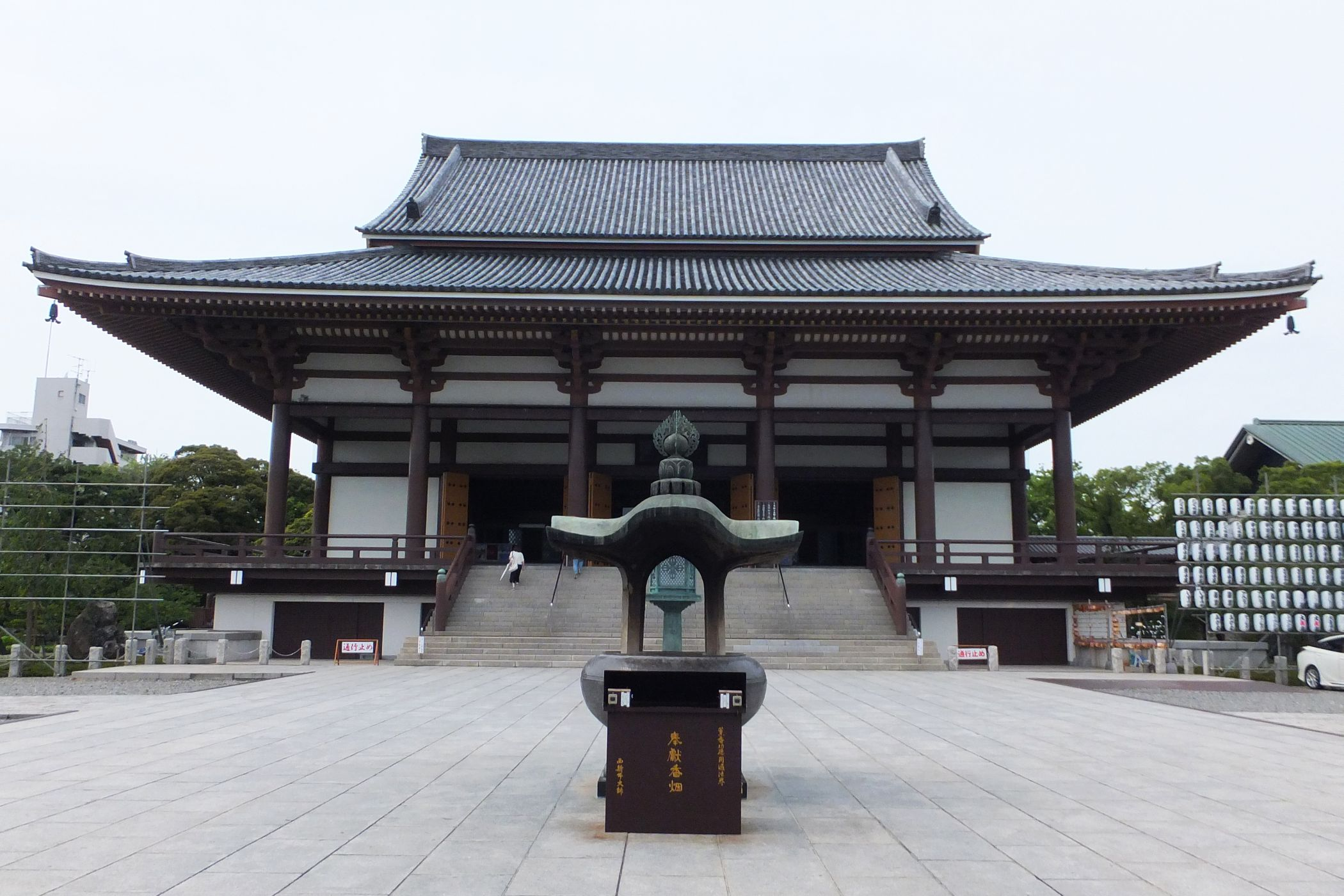
Nishiarai Daishi
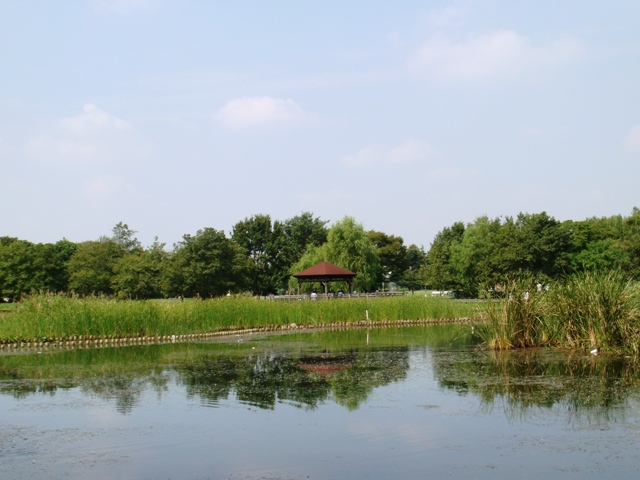
Parque Toneri em Adachi
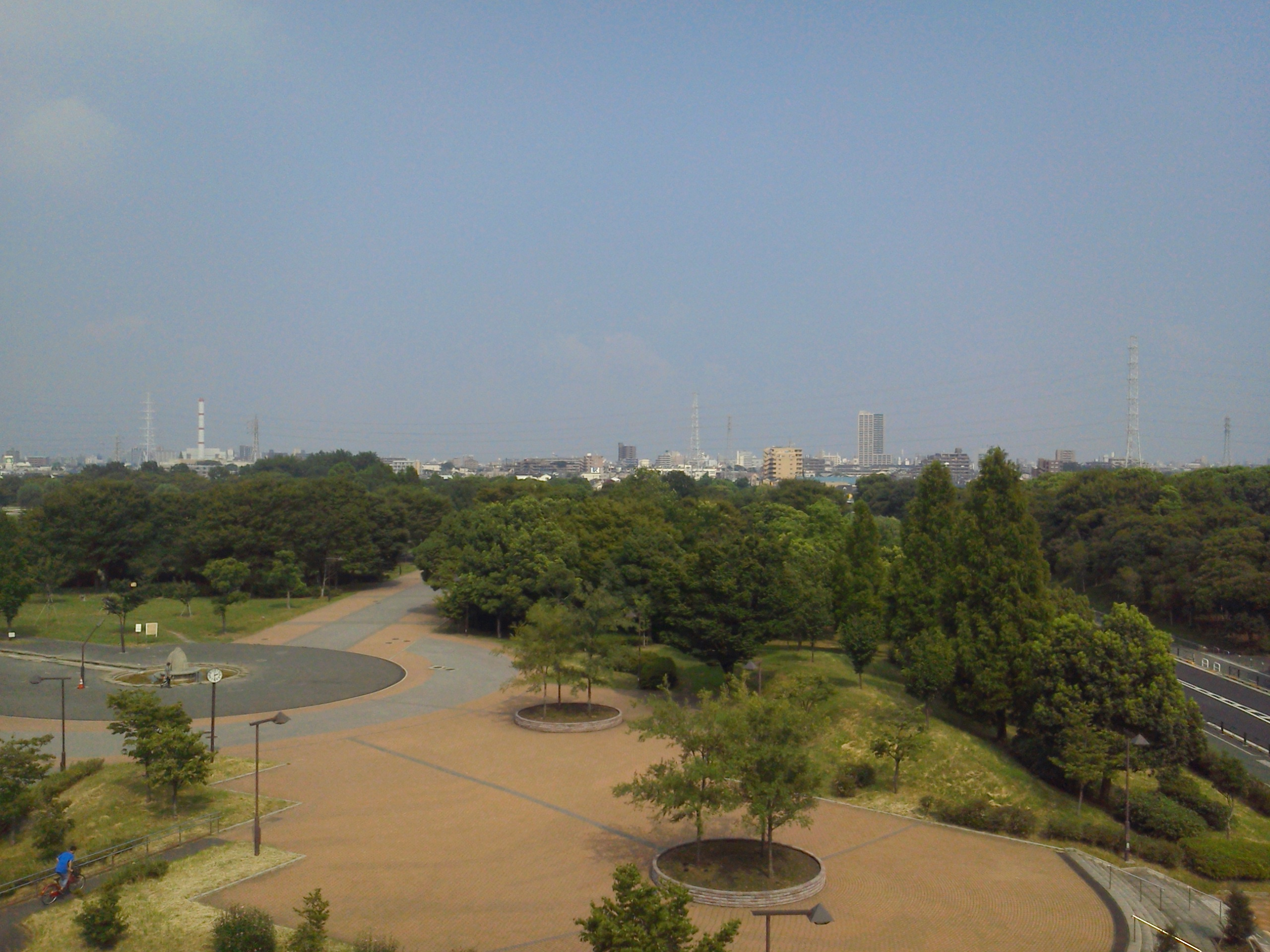
Parque Toneri em Adachi
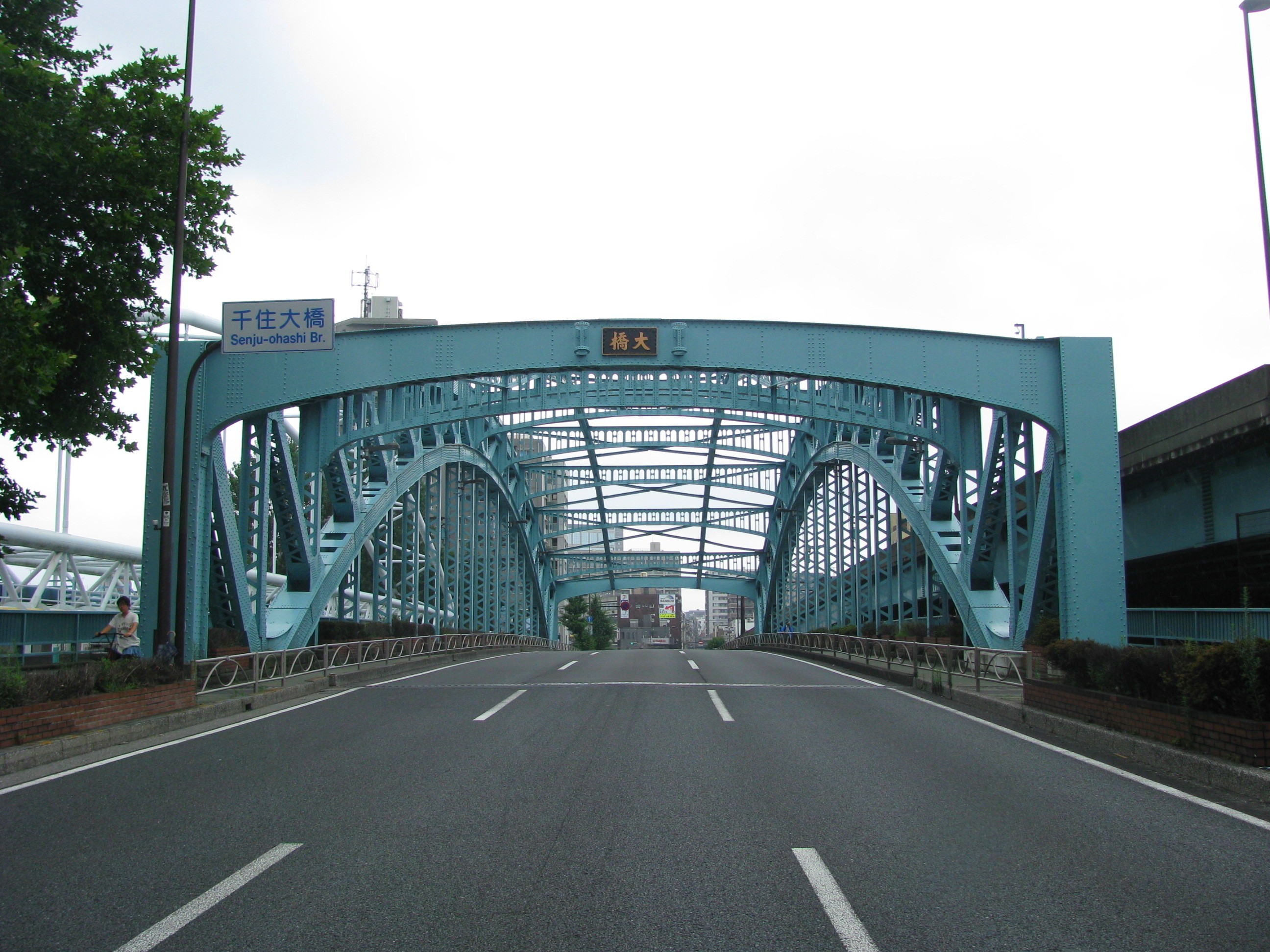
Ponte Senju
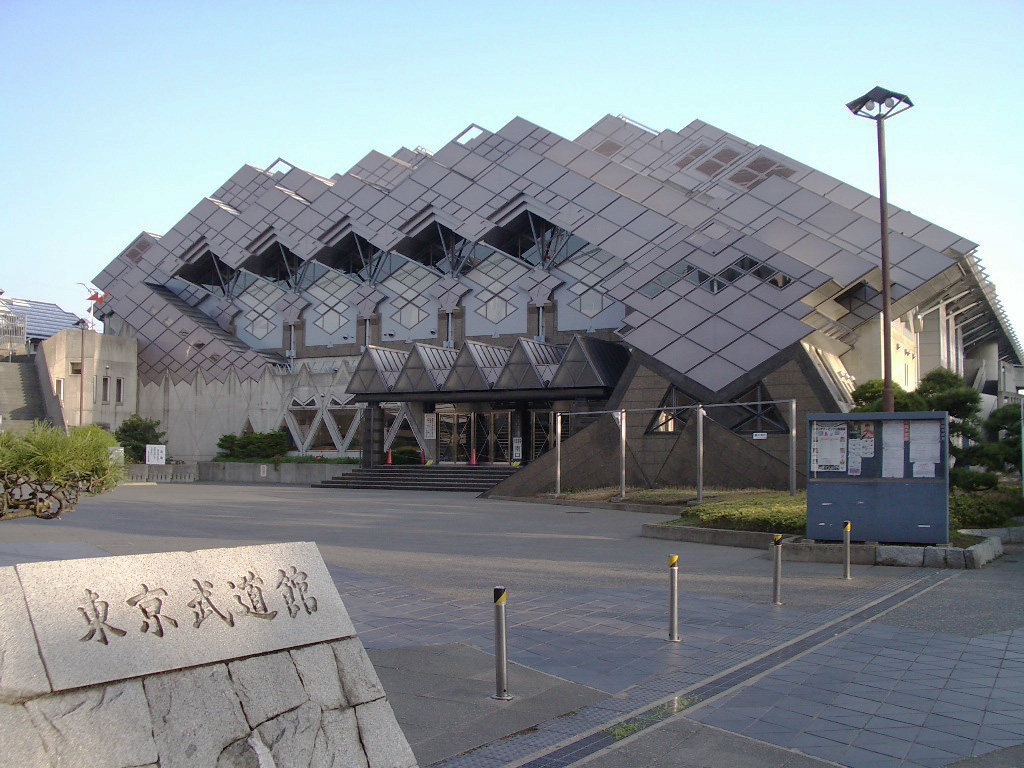
Tokyo Budokan
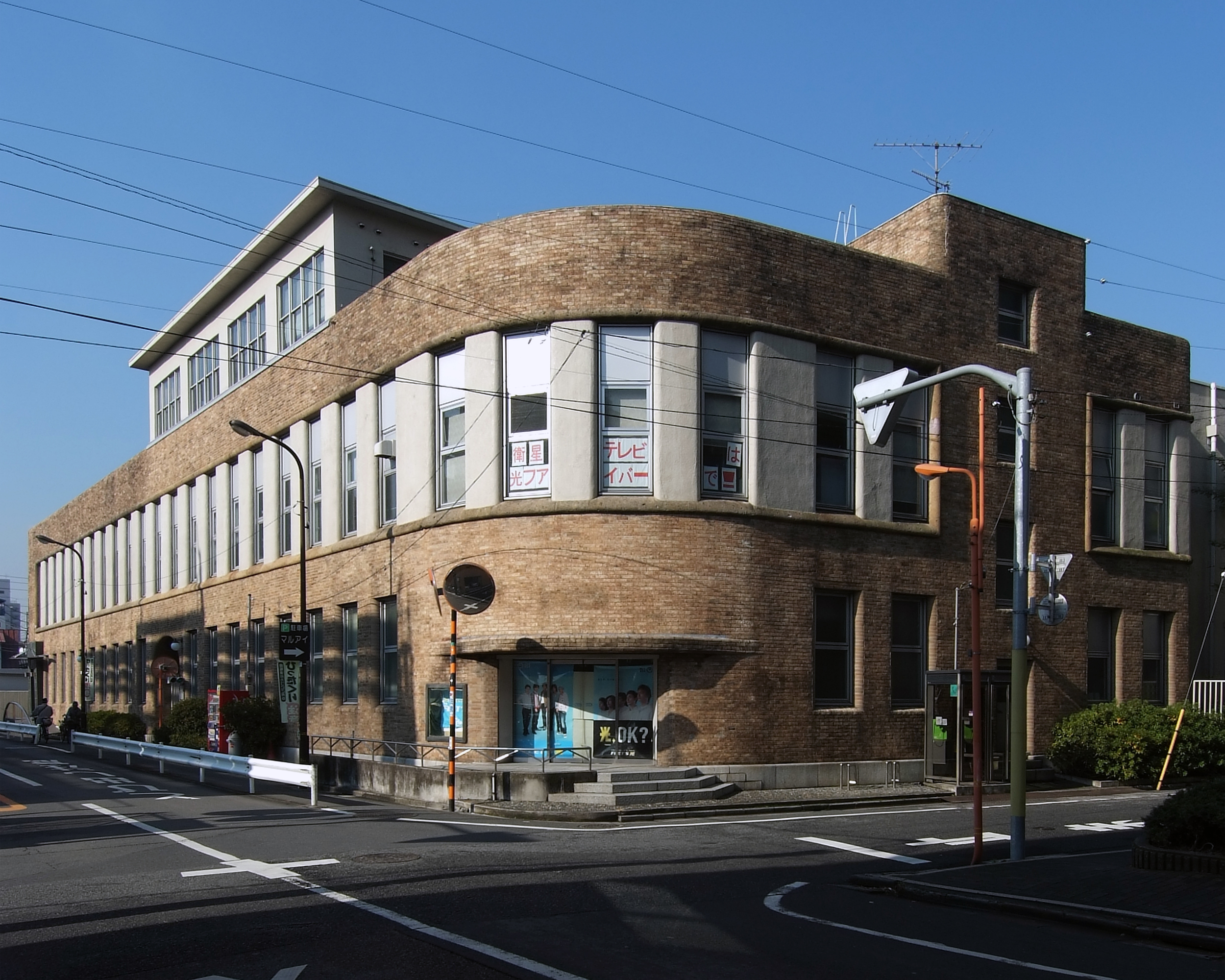
Prédio da NTT East Senju
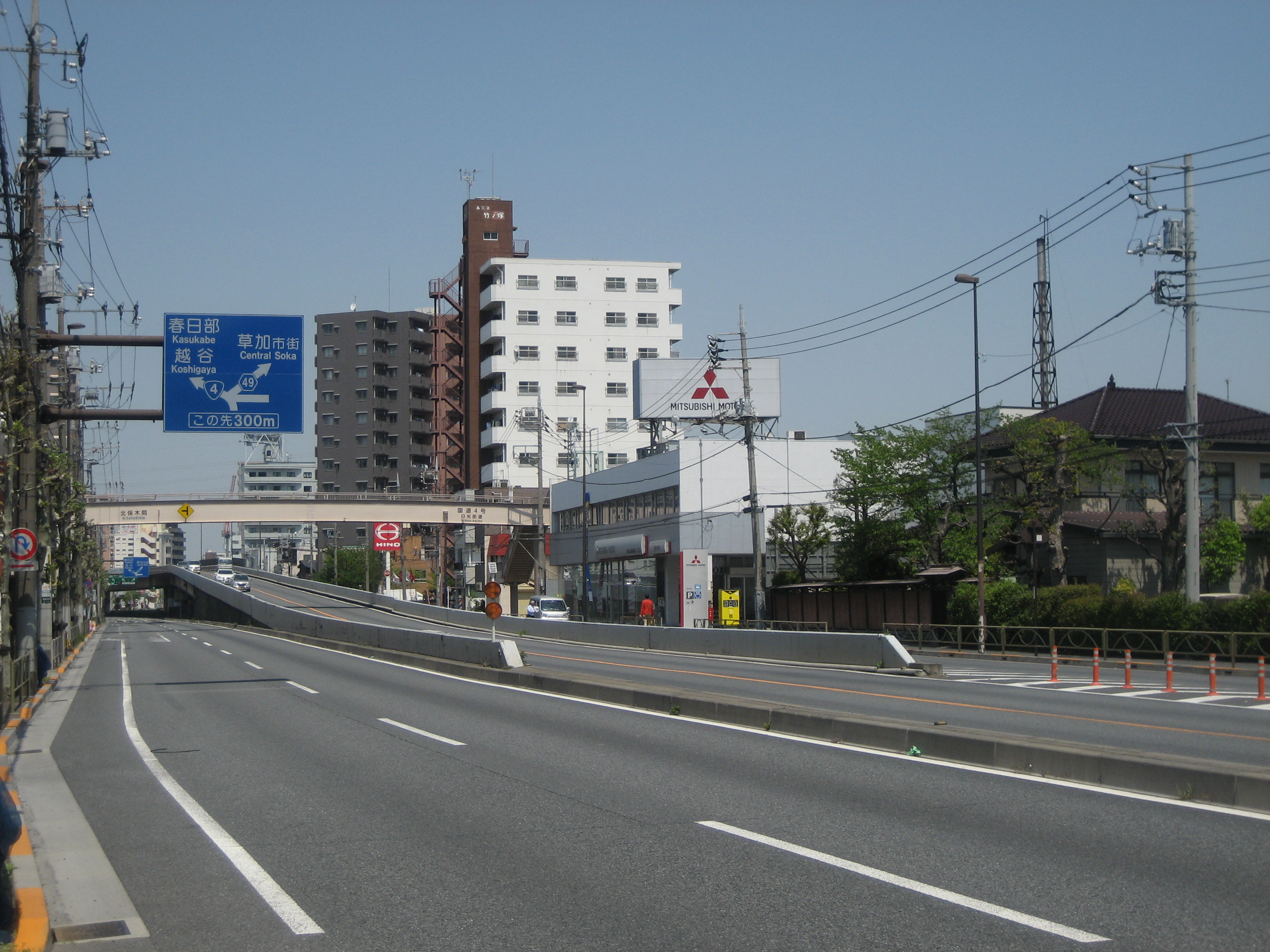
Rota 04 em Adachi